# パイドロス
『パイドロス』（古希: Φαῖδρος、英: Phaedrus）は、プラトンの中期対話篇の1つであり、そこに登場する人物の名称。副題は「恋（エロース）について」など。

## 概要
本作は、その甘美で爽快感のある情景や描写により、時期的にやや先行する同じ中期の作品『饗宴』『パイドン』と並び称される。また、プラトンの思想の中核をなす諸概念が多彩に盛り込まれつつ、うまくまとめられ、それまでの初期・中期の著作の総括的な内容になっていることもあり、同時期に書かれた『国家』とも併せてよく言及される。
文体論による分類では、本作『パイドロス』に続いて、『パルメニデス』『テアイテトス』が中期の作品に含まれるが、それら二作品は、後期の作品である『ソピステス』『政治家』と内容的に一続きの「四部作」を形成し、イデア論を論理学的・認知論的に掘り下げていく（あるいは、パルメニデスの思想との統合を図っていく）発展的な内容を扱っていくことになるので、本作『パイドロス』はその直前の、『饗宴』『パイドン』『国家』と続く中期作品において、人生・政治や魂・エロース・感覚（視覚）と関連付けて比較的素朴・概説的に述べられる「前期イデア論」の流れの、締め括りの作品に位置付けられる。
また、弁論術（レートリケー）が後半の主要な題材となっていることもあり、初期の作品である『ゴルギアス』との関連・対比についても、度々言及される。また『国家』や、後期の作品である『ソピステス』では、本作と同じく「弁証術（ディアレクティケー）と哲学者の関係」について言及するくだりがある。その続編の『政治家』にも、本作と同様に「弁証術（ディアレクティケー）を用いた、対象の本性・真実に沿った分割」に言及するくだりがある。『ピレボス』においても、「知識・技術」を検討する過程で、本作と同じく「弁証術と弁論術の対比」に言及するくだりがある。
また、『リュシス』『饗宴』と共通するモチーフとして、「少年愛（パイデラスティア）」が取り上げられ、それを「堕落的な肉体的関係」ではなく、「共に真・善・美を探求していく（あるいは、それらを知る年長者 (先輩) が、年少者 (後輩) をそこへと善導して行く）愛知者 (哲学者) 的な同志・友愛関係」へと昇華させていくべきだとするプラトンの思想が、それらの作品と同じく述べられている。
また、『国家』で初めて言及され、その内容の基幹的部分を成した「魂の三分説」が、本篇では「馬車の比喩」として言及されていたり、『パイドン』や『国家《エルの物語》』で言及された「冥府話」が、より複雑な設定で言及されていることから、文体のみならず内容面からも『パイドン』『国家』の直後の作品だと分かるようになっている。
「書き言葉」に関して
なお、この対話の最後尾には、「書き言葉」批判と「話し言葉」称揚と解釈されやすい内容が含まれており、この部分は西洋の「話し言葉中心主義」の象徴として、言語を巡る思想的コミュニケーションにおいて、好んで言及される（参照：パロールとエクリチュール、脱構築）。（ただし、プラトンは、「書き言葉」「話し言葉」を問わず、「言葉」（あるいは「物体（模造）」）といった脆弱なものに依拠・満足し、執拗・綿密な問答を通して内的な「知性（魂）」を育てていく先にある「真実在（イデア）そのものの観照」へと向かわないことや、執拗・綿密な問答を通しての「「知」の受け渡し（飛び火）」であるべき哲学（愛知）の営みがないがしろにされることに対する批判を、『国家』の「線分の比喩」や『第七書簡』など各所で度々述べており、本篇の記述も、哲学者（愛知者）と関連付けて述べられていたり、前段で「話術」としての弁論術に対する批判も行われている以上、「書き言葉」批判と「話し言葉」称揚といった近視眼的・短絡的な解釈よりは、そうした「言葉」そのものへの依存に対する批判、そして「問答法・弁証術（ディアレクティケー）」や、それを通じた「哲学（愛知）」の営みの称揚の一環と理解した方が、より整合的な解釈となる。
また、後期対話篇『政治家』において、「理想的な王者・政治家（哲人王）の直接統治と、次善的・間接的な法律統治（法治）」の対比が持ち出され、書かれた硬直的な「法律」による統治の長所(利点)・短所(欠点)が、それぞれ考察されていることからも分かるように、本篇末尾における「愛知者（哲学者）による問答法・弁証術（ディアレクティケー）を通じた直接指導と、書物（書かれたもの）を通じた間接的な情報伝達」という対比も、書物（書かれたもの）の意義を全面的に否定するものではなく、「最善ではないが、次善の手段ではある」といった積極的・肯定的な意味が含まれている点に、注意が必要である。そして実際プラトンがそう考えていたことは、他ならぬプラトン自身が、大量の対話篇や書簡集といった書物（書かれたもの）を書き残しているというその行為によって、傍証されている。また、書物（書かれたもの）の次善的な存在意義自体も、実際に我々後世の人間達自身が、その対話篇・書簡集を通してプラトン哲学を継承しているというその現実・事実によって、証明されている。）
弁論作家（ロゴグラポス）及びイソクラテスに関して
ちなみに、本篇の更に最後尾、終わり間際では、唐突に弁論作家（ロゴグラポス）であるイソクラテスがソクラテスに褒め上げられるくだりが挿入されている。本篇では同じくアッティカ十大雄弁家に列せられる弁論作家（ロゴグラポス）でありパイドロスが心酔するリュシアスが批判対象として槍玉に挙げられている（257B）が、それとは対照的に、当時まだ若者とされるイソクラテスの方はリュシアスよりもはるかに弁論も人柄も優れており、年を重ねるにつれて突出した存在となるし、それでは飽き足らずに愛知（哲学）の道へと踏み込んでくるであろう愛する若者として、ソクラテスに褒めちぎられている（279A-B）。
プラトンは本篇におけるリュシアス批判だけでなく、初期対話篇『エウテュデモス』の終盤や、前作『国家』第6巻、また後の『テアイテトス』中盤においても、法廷弁論作家（ロゴグラポス）批判を行なっており、ソフィストと同じく彼らにも批判的な見解を持っていたことは明らかである。またイソクラテスはプラトンより9歳年上で、ゴルギアスに教えを受け、プラトンがアカデメイアに学園を開く5年前にリュケイオン近郊に弁論術学校を開いて評判を得るなど、プラトン（アカデメイア派）とライバル関係にあったことが知られているため、このくだりは文面通りイソクラテスを褒め称えているというよりも、むしろ愛知（哲学）の才能がありながら、（作中のソクラテスの期待を裏切る形で）法廷弁論作家（ロゴグラポス）という職業や、（作中でエセ技術だと批判されている）弁論術（レートリケー）に執着し続けている、現実のイソクラテスに対する皮肉・批判と解釈する方が自然である。

## 構成

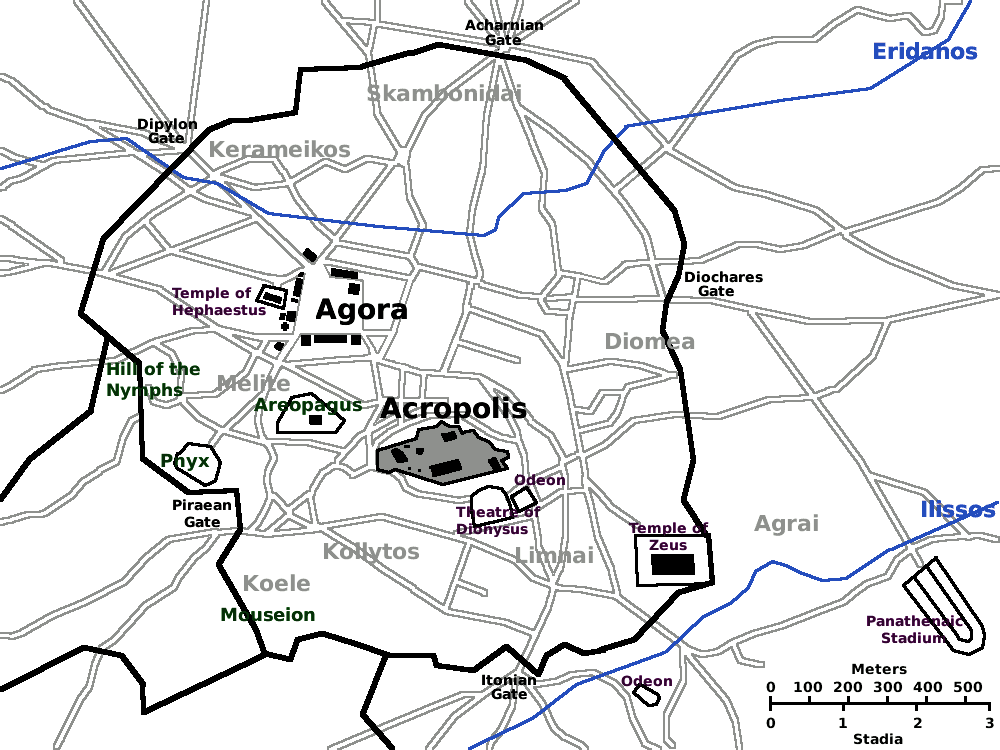
アテナイの地図。南を流れるのがイリソス川。その近く、城壁の内側にあるのがゼウス神殿。

### 登場人物
- ソクラテス - 60代頃。
- パイドロス - アテナイのミュリノス区域出身。弁論作家リュシアスの心酔者。『饗宴』にも登場。

### 時代・場面設定
紀元前5世紀末、真夏の日中、アテナイ南郊外にて。
対話はソクラテスがパイドロスと出くわすところより始まる。パイドロスは朝早くから弁論作家リュシアスのところで長い時間を過ごし、今出てきたところで、これから城壁の外へ散歩に行く所だという。
（リュシアス等ケパロスの一家は、アテナイ市民ではなく、アテナイの外港ペイライエウスに住む富裕居留民だが（『国家』参照）、リュシアスはその時はアテナイの町に来て、城壁の南東内側にあるゼウス神殿近くの、民主派政治弁論家エピクラテスの家に滞在しており、そこで一緒に時を過ごしたのだという。）
パイドロスとリュシアスが何を話していたのか気になるソクラテスは、パイドロスの散歩に付き合いながら聞き出そうとする。なんでも、リュシアスが書いた、「好きでもない美少年を口説く男」の風変わりな恋（エロース）の話だという。俄然興味が湧いたソクラテスは、パイドロスがその文書を上着の下に隠してるのを見つけ、是非教えてくれるよう頼む。
2人はイリソス川に入って川沿いに歩いて行き、プラタナスの木陰に腰を下ろし、恋の話を披露し合いまた語らい合う。
十分に語らい合い、両者がそこを立ち去るまでが描かれる。

## 内容
ソクラテスが主な話者として登場する点は他の対話篇と共通しているが、対話者が次々と入れ替わる『国家』とは対照的に、本作ではソクラテス以外に登場するのはパイドロスのみであり、町（アテナイ）の外れの木陰で終始二人きりで語らい合う設定になっている。
前半は「恋」（エロース）についての3つの挿入話にその記述の大部分が割かれ、対話の大部分は後半に展開される。
表面的な議題としては、「恋」と「弁論術/弁証術」が出てくるが、最終的にそれらは「哲学（者）」という隠れた主題に回収・統合されることになる。

### 導入
真夏の日中、アテナイの南郊外のイリソス川のほとりで、ソクラテスはパイドロスに出くわす。パイドロスは、弁論作家リュシアスがゼウス神殿近くの民主派政治弁論家エピクラテスの家（元は富豪モリュコスの邸宅）に滞在しているので、朝早くからそこに行き、腰を下ろして長い時間を過ごしたので、体の疲れを取るためにこれから城壁の外に散歩に行く途中だったと言う。
リュシアスと何を話していたのか尋ねるソクラテスに対し、パイドロスは、リュシアスが書いた「好きでもない美少年を口説く男」の風変わりな恋（エロース）の話についてだと答える。うまく暗誦する自信が無いと、その話をするのをためらうパイドロスに対し、彼の性格をよく知るソクラテスは、おそらくパイドロスはリュシアスに何度も繰り返し話をせがみ、挙句に原稿を取り上げて熟読し、すっかり覚えてその暗誦の練習をするために、こうして城壁の外へ散歩にやって来たであろうこと、また上着の下にその原稿を隠し持っていることなどを指摘する。見抜かれたパイドロスは観念し、原稿を朗読して聞かせるために、イリソス川の中を歩いて行ってプラタナスの木陰に腰を下ろすことを提案する。
イリソス川を歩いて行く途中、パイドロスが「ボレアス(北風の神)にオーレイテュイアがさらわれた」という言い伝えの場所はこの辺りか尋ねると、ソクラテスは2〜3スタディオン下流に「ボレアスの祭壇」があるので、その辺りだろうと答える。パイドロスが、そうした伝承を信じるか問うと、ソクラテスは（アナクサゴラス、デモクリトスなどの自然哲学者たちがそうしているように）「信じない」と答えて「彼女が北風に吹かれて近くの岩から墜落死したこと」が伝説化したものだろうなどと、「その寓意を現実的・合理的に解釈・説明」すれば、昨今の風潮に合うだろうと前置きしつつ、そのように神話・伝承を片っ端から全て合理的に解釈していこうとするとキリが無いし、自分はデルポイの神託所の銘が命じている「自分自身を知る」ことすらいまだにできていないのだから、自分に関係の無い様々なことに考えを巡らすのは笑止千万だし、そんな暇も無いので、そうしたことには一切かかずらわず、一般に認められている習わしはそのまま信じることにして、自分は「自分自身に対する考察」に注力・専念するのだと答える。
2人が目的のプラタナス樹の下に到着すると、ソクラテスはそのプラタナスやアグノスの樹の生い茂った枝葉と花の美しさや香りの良さ、下を流れる泉のやさしい流れ、吹き抜ける風、蝉たちの歌声、寝心地の良さそうな草などを讃えつつ、付近に小さな神像・彫像が捧げられていることから、ここはニュンペー（ニンフ/精霊）たちやアケローオス（河の神）がいらっしゃる神聖な土地だと指摘する。
パイドロスは、ソクラテスの驚喜している様が地元を知らない「よそ者」のようで、よっぽど城壁の外に出ず、アテナイの町中で過ごしてばかりいるのだろうと指摘する。ソクラテスは、自分はものを学びたくてしょうがない男で、土地や樹木は何も教えてくれないが、町の人々は何かを教えてくれるからそうしていると応じ、そんな自分を外へ連れ出す秘訣を今パイドロスはこうして発見したのだと指摘しつつ、お目当ての書物を読むよう促す。そしてパイドロスはリュシアスの原稿の朗読を始める。

### 物語1
パイドロスが披露したリュシアスの話は、「ある男が恋しているわけでもない美少年を口説く弁論風の物語」で、男は少年に対して「自分に対して恋をしている者よりも、（男のような）恋していない者にこそ、身をまかせるべき」であることを、以下の根拠を挙げながら説得しようと試みている。
概ね、「恋をしている者がいかに正気を失って正常な判断ができない状態にいるか（そしてその相手がいかに不利益を被るか）、逆に恋をしていない者がいかに理性・分別を保ち賢明に振る舞えるか（そしてその相手がいかに利益を受けるか）」を強調する内容になっている。
1. 恋をしている者は欲望が冷めると恋に駆られて相手に色々と無理して行った親切を後悔するが、恋していない者は自由意志で身の丈に合った最善の親切をするだけなので後悔することがない。
2. 恋をしている者は恋のために自分自身の事柄をミスをしたり苦労したりすることの代償を求めてしまうが、恋していない者はそうしたことがないのでただ相手に喜んでもらえることだけを心をこめてする。
3. 恋をしている者は常に新しい恋人だけを大事にし、時にはかつての恋人にひどい仕打ちさえする。
4. 恋人を少数の「自分に対して恋をしている者」に限定せずに、「恋していない者」も含めて検討すれば、多数の中から優れた人物を相手として選ぶことができる。
5. 相手との関係を世間に知られたくなかったとしても、恋をしている者は浮かれてあらゆる人々にそれをしゃべったり見せびらかそうとするが、恋していない者は自分自身を制御できるからそのようなことはしない。
6. また恋をしている者は常に恋人と一緒にいたがるのでその関係が周囲にバレてしまうが、恋していない者は節度ある振る舞いができるのでそのようなことはない。
7. 恋をしている者は嫉妬に駆られて相手の周囲の人間関係を警戒し離反・孤立させようとするが、恋していない者は嫉妬しないのでそのようなことはしない。
8. 恋をしている者の多くは相手の肉体が目的でありその欲望が冷めてしまうと関係は危うくなるが、恋していない者は肉体を目的としているわけではないのでそのようなことはない。
9. 恋をしている者は相手の機嫌を損ねるのを恐れまた欲望によって心の眼が曇るので相手をほめそやして堕落させるが、恋していない者は恋心に惑わされることもなく相手のためになることをする。
10. 恋をしていなければ強い愛情は生まれないのではないかという懸念は、家族愛や友愛の存在によって反証できる。
11. 身をまかせるべき相手は、ただ一方的に乞い求めて来るばかりの者ではなく、善きものを与え返して自分の徳性を育んでくれるような者である。

ソクラテスはその修辞的な面は褒めるが、内容については不満を述べ、リュシアス自身も十分だとは思ってないだろうし、同じことを何度も繰り返すような内容だったと指摘する。さらに以前聞いた話で、今の話に見劣りしない話ができると述べたため、パイドロスに促され、今度はソクラテスが話を披露することになる。

### 物語2
続いてソクラテスが披露した話は、リュシアスの話を問答風にしたような話で、内容も同じく「恋をしている者」を非難するものだった。
昔ある求愛者が多い若者に恋をしていた男が、自分は恋をしていないのだと相手に信じ込ませつつ、ある日「恋していない者に身をまかせるべき」だと説得を始める。
男はまず議論を成果あるものにするには「議論の対象の本質」が何であるかを知っておかねばならないとして、「恋」についての検討を始める。そして我々の中には先天的な「快楽への欲望」と、後天的な「最善を目指す分別・理性」という2種類の力があり、両者が争った場合、「分別・理性」が勝てば「節制」と呼ばれ、「欲望」が勝つと「放縦」と呼ばれる。「放縦」にはその欲望の対象に応じて様々な名前が与えられるが、「肉体の美しさ」に対する欲望が「恋」（エロース）と呼ばれる、と述べる。
続いて、その「恋」の定義に基づいて、まずは「恋をしている者」の検討が始められ、リュシアスの話と同じように、「恋をしている者」は恋人を自分より弱く劣った、貧しく孤独な、自分に依存し、自分が支配できる存在へと仕上げたがる「有害」な存在で、さらにそれが年の離れた老齢の男ともなれば「不愉快」な存在ともなり、また恋が冷めて正気を取り戻し打算的になれば約束を反故にする「不実」な存在ともなるとして、非難を加える。

ここまで話をしたところで、ソクラテスはニュンペー（ニンフ）たちに取り憑かれて正気を失いつつあるとして話を止め、残りの話は先程の話の逆で「恋してない者」には様々な「善い」点がある、というものだと簡潔に述べ、さっさと川を渡って帰ろうとする。
パイドロスが、まだ正午で暑いので日が落ちて涼しくなるまで待ちがてら話を続けようと引き止めている際に、ソクラテスは、今しがた例の「ダイモーンの合図」があって、「神聖なものに対して罪を犯しているから、その罪を清めるまではここを立ち去ってはならない」と命令され、その罪とはおそらく神であるエロースを自分たちの2つの話で冒涜した不敬虔のことだと言い出す。
そしてエロースに対する罪を清める「取り消しの詩」（パリノーディア）を捧げて償いをするとして、3つ目の話を始める。

### 物語3
3番目にソクラテスが披露した話は、『国家』の最後で述べられる「エルの物語」とも関連した内容で、輪廻転生や魂の想起説、イデア論、あるいは『国家』の「線分の比喩」などに見られる「視覚と思惟の対比」といった多彩な要素が盛り込まれた物語となっている。また魂の三分説を表現するために、馬車の比喩が用いられている。

ソクラテスはまず、前2つの話の「恋（エロース）が狂気（マニア）であり、他方が正気（ソープロシュネー）だから、自分に恋していない者の方に身をまかせるべき」という主張は誤りであり、その理由は「狂気（マニア）」が必ずしも悪いものというわけではなく、我々の身に起こる数々の善きものの中でも、最も偉大なものは、神から授かって与えられる「狂気（マニア）」を通じて生まれてくるからだと主張する。
神から授かる「狂気」が善いものである証拠として、第1に、デルポイ、ドードーネー、シビュラなどの神託や予言は、「狂気」（神がかり）によってもらたらされ、国家にも個人にも役立ってきた。（アポローンによる予言の霊感）
第2に、かつて先祖の罪の祟りによって、疾病・災厄に襲われた氏族があった時、神に憑かれ「狂気」が宿った者が、神々への祈願・奉仕によって罪を浄める儀式を探り当て、救ったことがあった。（ディオニューソスによる秘儀の霊感）
第3に、ムーサがもたらす「狂気」（神がかり）は、様々な詩に情を盛り込み、古人の業績を言葉で飾り、後世の人々の心の糧になる。正気のまま技巧だけで立派な詩人になろうとしても、うまくいかない。（ムーサによる詩的霊感）
このように神から授かる「狂気」は偉大な善きものを生み出す。

最後に、第4の神から授かる「狂気」である「恋」が、こよなき幸いのために授けられることを証明しなくてはならない。（アプロディーテーとエロースが司る恋の霊感）
これを証明するためには、「魂」の活動やその本性について知らなくてはならない。
「魂」は「不死」であり、その似姿は「二頭立ての馬車（チャリオット）とその御者」として表現できる。二頭の馬と御者にはそれぞれ「翼」が生えており、右の馬は美しく節度・慎みのある善い馬だが、左の馬は醜く放縦・高慢な悪い馬である。「翼」が生えた状態の「魂」は上空で神々と共にある。
この左の悪い馬をしっかりと訓練していない「魂」は、天球外の「真理の野」にある様々な真実在（イデア）を観照する饗宴（あるいは秘儀）を開くため天球の頂上へと上り詰めていく神々を追っていく際に、この馬が下へと引っ張る重荷となって、天球を超えられずに似たような「魂」と踏み合い突き合いとなり、「翼」を傷つけたり折ったりして地上に堕ち、これまで真実在（イデア）を見た数の多寡に応じて、ふさわしい人間の肉体に寄生し、新たな「翼」が生える一万年後まで、1000年周期の自己選択による輪廻転生を10回繰り返すことになるが、3回連続で愛知の生涯を送った「魂」だけは例外的に、その3000年のみで「翼」が生えて飛び去っていける。
我々人間の知る働きは、雑多な感覚から出発して単一なる形相（エイドス）に即して行われるが、これは我々の中の「魂」がかつて見ていた真実在（イデア）を「想起」しているに他ならない。

人の「魂」がこの世の「美」を見て、真実の美を「想起」し、翔け上がろうと羽ばたくがそれができず、鳥のように上方を眺め、下界のことをなおざりにする時、「狂気」であると非難を受けるが、この「狂気」こそが全ての神がかりの中で最も善きものであり、また最も善きものから由来するものである。
「美」以外にも「正義」「節制」など「魂」の「恋」の対象となる徳性・善きものは数々あるが、それらは人間の肉体の感覚で捉えることができないので「想起」する力が弱い。「美」のみが善きものの中で唯一、「視覚」という最も鮮明な感覚を通して、かつての輝かしい真実在（イデア）に近い形で捉えることができるものであり、最も強く「想起」の力、「恋」ごころをかき立てることになる。
かつての観照（秘儀）の記憶が薄れたり堕落した「魂」は、「美」を見ても、「美」の本体へと向おうとはせず、肉体的な快楽・放縦にふけるが、観照（秘儀）の記憶をよく留めている「魂」は、「美」を見ると畏怖を覚え、その後、異常な汗と熱と共に「視覚」を通して受け入れた「美」のうるおいによって、「翼」が生えていた部分が溶かされ「翼」の芽生え・成長が始まる。美少年を見る時も同じである。しかしその「美」（美少年）から離れ、うるおいが涸渇すると、「翼」の出口は再び塞がり、「翼」の芽は体内に閉じ込められて出口を刺戟するので、離れた「美」（美少年）のことを思うだけで喜びと苦しみが混じり合った不思議な感情に惑乱し、「狂気」にさいなまれる。しかし再びその「美」（美少年）を見ると、うるおいによって「翼」の出口を開き、刺戟の苦悶から解放される。したがって、「恋」する者は、その相手から昼夜を問わず離れず近くにいようとするし、何よりも大切にする。そしてかつて上空で加わっていた隊列を率いていた神に対するように、相手を崇敬し、その「魂」が神のそれに近づくようにあらゆる努力を尽くす。それによって相手も「恋」する者を受け入れるようになるし、2人が接していく中で「恋」する者の中の「美」のうるおいの流れが外へと流れ出し、相手の「視覚」を通ってその「魂」へと達し、その「翼」を生えさせる。こうして相手の中にも「恋」が生じる。
こうした「恋」する2人が、知を愛し求める秩序ある生活を送れたならば、生前も幸福だし、死後も3回求められる愛知生涯の1つを終えたことになり、これに勝る善きものは無い。仮に2人の生き方がもう少し俗なものであったとしても、その「魂」は「翼」を生じようとする衝動を持ちながら肉体を離れて行くことになるので、その報奨は決して小さくない。このような「恋」の「狂気」がもたらす数々の偉大な幸いと比べると、「恋」していない者がもたらすこの世だけの「正気」と混じり合ったけちくさい施しは、相手の「魂」の中にけちくさい奴隷根性を産みつけるだけである。

### 弁論家・弁論術についての問答
ソクラテスが話を終えると、パイドロスはその素晴らしい出来映えを賞賛し、そのせいで心酔する弁論作家リュシアスを自分が貧弱に見てしまうようにならないか心配だと言う。これをきっかけに、話題は弁論家・弁論術に移っていく。
ひとしきりの雑談の後、「話をする」ことや「文を書く」ことの上手下手とはどういうことなのかについての考察が始まる。

#### 話すことについて
ソクラテスは上手に語るためには対象の「真実」をよく知っていなくてはならないと考えるが、説得を目的とする弁論術（レートリケー）を「言論の技術（テクネー）」の名で広めている教師たちは、内容が正しいかどうかよりも、「群衆の心に正しいと思われるかどうか」が重要であることを説いている。この双方の考えの対立を背景として、ソクラテスがこの弁論術教師たちの主張を突き崩すべく話を進めていく。
ソクラテスは弁論術が物事の「類似性・混同」を利用して相手の魂を思い通りに誘導していく術であるならば、対象の「真実」を知っていて、他との「類似点」や「相違点」を正確に把握していなくては、そのようなことはうまくできないことを指摘する。特に「正しい」「善い」といった異論の多い抽象概念に関しては、そうした把握が大事になってくる。先の3つの話で扱った「恋」も同様で、最初のリュシアスの話はそれができていなかったが、2番目のソクラテスの話は冒頭で「恋」の定義を行っていた。また2番目の話と3番目の話で「恋」について反対の評価を下す話をしたし、3番目の話の中では「狂気」を4分類して説明した。
ソクラテスがなにげなく語った話の中でそうしたことができたのは、多様に散らばっている概念を「綜合・定義」し、また自然本来の分節に従って「分割」するという「2種類の手続き」を行ったからだという。ソクラテスはそれを「ディアレクティケー」（弁証術・問答法）と呼び、「レートリケー」（弁論術）と対置させる。
次にソクラテスは、「言論の技術（テクネー）」の名で多様に教科書が書かれ、教えられている弁論術の内容、例えば、
- テオドロスの「序論・陳述・証拠・証明・蓋然性・保証（続保証）・反駁（続反駁）」で構成される法廷弁論術
- エウエノスの「ほのめかし法」「婉曲賞讃法」「あてこすり法」
- テイシアス[12]・ゴルギアス・プロディコス・ヒッピアス等の話術
- ゴルギアスの弟子ポロス（英語版）の「重言法」「格言的話法」「譬喩的話法」
- リキュムニオスの美文創作術
- プロタゴラスの「正語法」
- トラシュマコスの「俳優術」[13]
- その他に話の最後に「総括」（要約）を持ってくる手法

などを列挙し、こうした「予備的」な内容で以てその分野の技術を修得したと称しても、例えば医者・悲劇詩人・音楽家などであれば相手にされないと指摘する。
ソクラテスは自分が技術を身につけ、他人にも教授することを望むのなら、まずはその技術の対象が「単一」なのか「多種類」なのかを調べ、「多種類」であればそれを一つ一つ数え上げ、それら一つ一つの「機能・性質」（能動的作用・受動的作用）を調べ把握しなくてはならないと指摘する。そして弁論術であれば「魂」がその対象となるので、第1に「魂」が「単一」なのか「多種類」なのか、第2に「魂」の「機能・性質」（能動的作用・受動的作用）、第3に「話し方」の種類と「魂」の種類、それらの反応の分類整理と原因を論じることができてはじめて技術と呼ぶに値するものである（すなわち弁論術は技術と呼ぶに値しない）ことを指摘する。
ソクラテスは締め括りに架空のテイシアスに語りかける体裁で、「真実らしくみえるもの」は「真実」に似ているからこそ多数の者に真実らしく見えるのであり、その「真実」と他の類似を最も把握できるのはいつの場合も「真実」そのものを知っている者であること、そしてその「真実」の把握には対象の詳細な検討が必要であり並々ならぬ労苦を伴うこと、それを人間相手の説得という「小さな目的」のために行うよりは神々の御心にかなうように語れる・振る舞えるようになるという「大きな目的」のために行うべきであり、そうしていれば自ずと「小さな目的」も達成されるようになることなどを述べる。

#### 書くことについて
「話すこと」に関する議論が終わり、続いて「書くこと」についての議論に移る。
ソクラテスはまず古来から伝わる物語という体裁でエジプトにまつわる創作話を披露する。テーバイ（テーベ）に住んでエジプト全体に君臨していた神の王タモス（アモン、アンモーン）の下に、発明の神であるテウト（トート）がやって来て、様々な技術を披露した。「文字」を披露した時、テウトはそれが知恵を高め、記憶を良くすると説明したが、タモスはむしろ人々は「文字」という外部に彫られた印（しるし）に頼り、記憶の訓練を怠り、自分の内から想起することをしなくなるので、かえって忘れっぽい性質が植え付けられてしまうこと、また「文字」によって親密な教えを受けなくても「物知り」になれるため、上辺だけのうぬぼれた付き合いにくい自称知者・博識家を生むだろうと指摘する。
ソクラテスは「書かれた言葉」というものは「絵画」と似ていて、何か尋ねてみても沈黙して答えず、また内容を理解できない不適当な者の目にも触れてしまうし、誤って扱われたり不当に罵られても身を守ることができないものであり、せいぜい自分が老いた時や自分と同じ道を進む者のために蓄えておく「覚え書き」「慰み」程度にしかならないものだと指摘する。
そしてそれと対比されるのが、「書かれた言葉」と兄弟関係にあり正嫡の子とも言うべき「ものを知る者が語る生命を持った言葉」「学ぶ人の魂の中に知識と共に書き込まれる言葉」であり、それはちょうど農夫が適した土地に種を蒔いて時間をかけて育てていくように、「ディアレクティケー」（弁証術・問答法）の技術を使ってその内部、魂の中に「正義」「善」「美」の知識と共に植え付けられるものであり、その中の種を育て、継承し、不滅のままに保っていくものであると述べる。

### 終幕
こうして全ての問答が終わり、これまでの内容をおさらいした後、ソクラテスは「長い時間をかけて文句をひねくり返し組み立て書き、その作品以上のものを自己の中に持ってないような者」はそれらの書き物からつけられる「詩人」「作文家」「法律起草家」などの名で呼ばれるのがふさわしいが、他方で真実のありようを知り自己の魂の中に書き込まれている知識・言葉に基づいて語ることができる者は、その真剣な目的から採って「愛知者（哲学者）」などの名で呼ぶのが適切だと述べる。
最後にソクラテスが当時まだ若かったイソクラテスが偉大になることを予言しつつ、土地の神々に祈りを捧げて2人はその場を去る。

## 日本語訳
- 『プラトン全集〈5〉 饗宴　パイドロス』 田中美知太郎・藤沢令夫編、岩波書店、1974年 復刊2005年ほか
- 『パイドロス』 藤沢令夫訳、岩波文庫、1967年、改版2010年
  - 『藤澤令夫著作集4　プラトン『パイドロス』註解』岩波書店、2001年
- 『パイドロス』 脇條靖弘訳、京都大学学術出版会〈西洋古典叢書〉、2018年